# گالوه‌دندان
گالوه‌دندان (نام علمی: Galveodon) نام یک سرده از تیره چندتکمیزه‌ایان پولچوفاتیدا است.